# Stefan Stantschew (Fußballspieler)
Stefan Stantschew (auch Stanchev geschrieben, bulgarisch Стефан Станчев; * 26. April 1989 in Smoljan, Bulgarien) ist ein bulgarischer Fußballspieler, welcher seit Sommer 2013 bei Tscherno More Warna in Bulgarien spielt. Seine Position ist die rechte Verteidigung.

## Karriere
Stantchew kam 2008 aus der Jugendmannschaft Lewski Sofias zuerst zur zweiten Mannschaft von Lewski. Nach einer Saison in der Amateurmannschaft spielte Stantschew am 13. Juni 2009 das erste Mal in der A Grupa für Lewski Sofia. Im August 2009 wurde Stefan Stanchew ein halbes Jahr lang an Pirin Blagoewgrad ausgeliehen, bevor er im Januar 2010 wieder zu Lewski zurückkehrte. Im Sommer 2012 verließ er den Klub zu Ligakonkurrent Botew Plowdiw, schloss sich aber schon ein halbes Jahr später Minjor Pernik an. Nach dem Abstieg Perniks aus der A Grupa im Sommer 2013 nahm ihn Tscherno More Warna unter Vertrag. Im Jahr 2015 konnte er mit seiner Mannschaft den bulgarischen Pokal gewinnen.

## Erfolge
- Bulgarischer Pokalsieger: 2015